# Bronz-írás
A bronz-írás, vagy bronzedény-írás a kínai írás azon változata, amely a Sang (Shang)- és a Csou (Zhou)-dinasztia idején a különféle rituális bronzedények, tárgyak feliratain jelenik meg.  A bronz-írás a jóslócsont-írás mellett a kínai írás egyik legkorábbi változata. A korai bronz-feliratokat még az edényekkel együtt öntötték ki, vagyis a feliratot az öntés folyamata előtt az agyagmintába karcolták, míg később már a kész öntvénybe karcolták, vésték a feliratokat.

## Elnevezése

A 寅 yín írásjegy négy változata
Sang (Shang)-dinasztia
Kései Csou (Zhou)-dinasztia
„Madár-írás” a Hadakozó fejedelemségek korából
Kései Hadakozó fejedelemségek kora